# Yukon Progressive Conservative Party
Lo Yukon Progressive Conservative Party (in francese: Parti progressiste-conservateur du Yukon) era un partito politico conservatore dello Yukon.
Nel 1991 venne rinominato in Yukon Party.

## Risultati elettorali
| Elezione | Voti  | % | Seggi   |
| -------- | ----- | - | ------- |
| 1996     | 4.366 |   | 3 / 17  |
| 2000     | 3.466 |   | 1 / 17  |
| 2002     | 5.650 |   | 12 / 18 |
| 2006     | 5.503 |   | 10 / 18 |
| 2011     | 6.400 |   | 11 / 19 |
| 2016     | 6.272 |   | 6 / 19  |